# 石川県道119号寺井停車場線
石川県道119号寺井停車場線（いしかわけんどう119ごう てらいていしゃじょうせん）は、石川県能美市大成町地内を通る一般県道（石川県道）である。

## 路線概要
- 起点：石川県能美市大成町ト115番1地先（＝IRいしかわ鉄道線 能美根上駅前）
- 終点：石川県能美市大成町リ87番1地先（＝大成中央交差点・石川県道25号金沢美川小松線、石川県道102号根上寺井線交点）

起点のJR能美根上駅前から130m西へ進むと終点に至る。能美市根上地区中心地の商店街を通る路線。根上地区出身の大リーガー松井秀喜に因み、街灯に「ホームラン通り」と表示されている。
また、「寺井駅」は2015年3月14日に「能美根上駅」に改称されたが、当路線名は改称していない。

## 歴史
- 1960年（昭和35年）10月15日：路線認定。

## 通過する自治体
- 石川県
  - 能美市

## 接続道路
- 石川県道25号金沢美川小松線、石川県道102号根上寺井線（能美市大成町・大成中央交差点：終点）